# Szum termiczny
Szum termiczny (ang. thermal noise) – zakłócenia wszelkich sygnałów elektrycznych wywoływane zjawiskami termicznymi w ciałach stałych (metalach, półprzewodnikach) i gazach. Za ich powstawanie odpowiada ruch elektronów swobodnych oraz ich oddziaływanie z drgającymi jonami w sieci krystalicznej materiału. Szumy termiczne występują w każdym oporniku niezależnie od technologii wykonania i składu chemicznego.

## Historia
Szum termiczny został po raz pierwszy zmierzony przez Johna B. Johnsona w Bell Labs w 1928 roku. Swoje odkrycie opisał on Harry'emu Nyquistowi (pracującemu również w Bell Labs), który potrafił wyjaśnić wyniki i opisał je za pomocą wzoru na wartość średniokwadratową napięcia szumu termicznego na zaciskach opornika:
{\displaystyle {\bar {u}}^{2}=4k_{B}TR\Delta f}     (wzór Johnsona-Nyquista)
gdzie:
- {\displaystyle R} – rezystancja w omach
- {\displaystyle \Delta f} – pasmo częstotliwości szumu,
- {\displaystyle k_{B}} – stała Boltzmanna  = 1,380658(12) · 10-23 J·K-1,
- {\displaystyle T} – temperatura w K.

## Moc szumu termicznego
{\displaystyle P={({\bar {u}}/2)^{2}}/R=k_{B}T\Delta f}
gdzie:
- {\displaystyle P} – moc szumu termicznego wyrażona w watach,

Z powyższego wzoru wynika, że moc szumu termicznego nie zależy od rezystancji opornika generującej szum.

## Główne właściwości szumu termicznego
- jego występowanie dotyczy oporników,
- jest skutkiem pobudzenia termicznego elektronów,
- jego rozkład widmowy jest równomierny (przybliżenie poprawne w zakresie od 0 do ok. 1013 Hz),
- jego moc jest proporcjonalna do temperatury i szerokości pasma.

## Widmowa gęstość szumu
Dla danej częstotliwości widmowa gęstość szumu opisana jest wzorem:
{\displaystyle v_{n}={\sqrt {4k_{B}TR}}}   i wyrażana jest w {\displaystyle ~\mathrm {V} /{\sqrt {\mathrm {Hz} }}}

## Szum termiczny w decybelach
W telekomunikacji moc zwykle podawana jest w decybelach w stosunku do 1 mW (dBm) przy założeniu oporności obciążenia równej 50 omów. Stosując taką konwencję, szum termiczny w temperaturze pokojowej można wyrazić wzorem:
{\displaystyle P_{\mathrm {dBm} }=-174+10\ \log(\Delta f)}
gdzie P jest wyrażona w dBm.
Przykłady:
| Szer. pasma | Moc      | Uwagi                      |
| ----------- | -------- | -------------------------- |
| 1 Hz        | −174 dBm |                            |
| 10 Hz       | −164 dBm |                            |
| 1000 Hz     | −144 dBm |                            |
| 10 kHz      | −134 dBm | kanał stereo UKF           |
| 1 MHz       | −114 dBm |                            |
| 2 MHz       | −111 dBm | kanał GPS                  |
| 6 MHz       | −106 dBm | kanał telewizji analogowej |
| 20 MHz      | −101 dBm | kanał WLAN 802.11          |